# توماس ديفوراك
توماس ديفوراك (بالتشيكية: Tomáš Dvořák)‏ هو لاعب هوكي الجليد تشيكي، ولد في 7 مايو 1995 في هافليتشكوف برود في التشيك.

## وصلات خارجية
- توماس ديفوراك على موقع EliteProspects.com (الإنجليزية)
- توماس ديفوراك على موقع HockeyDB.com (الإنجليزية)